# Coccinella
Esta página trata do gênero de besouro; para o software, leia Coccinella (software)

## Espécies
- Coccinella californica
- Coccinella hieroglyphica
- Coccinella monticola
- Coccinella novemnotata
- Coccinella septempunctata
- Coccinella transversoguttata
- Coccinella trifasciata
- Coccinella undecimpunctata